# PEACE FORCE
PEACE FORCE（ピースフォース）は、音楽家佐々木潤を中心としたクリエイター・ユニット。現在は、佐々木潤のソロプロジェクトとなっている。

## メンバー
- 佐々木潤（ささきじゅん） - CREATION OF SOUND

PEACE FORCEの音楽の全てを取り仕切る。アーティストへの楽曲提供/プロデュースが本業でMISIA、CHARA、小柳ゆき、椎名純平等。COSA NOSTRAの元メンバー。

### 元メンバー
- 神山広明（かみやまひろあき） - CREATION OF STYLE

SMART、流行通信など数々の雑誌で活躍するスタイリスト。
m-floをはじめ多くのミュージシャンやタレントのスタイリングも手掛ける。
- 稲葉ゲン（いなばげん） - CREATION OF VISION

ピチカート・ファイヴ、Mr.Children、SMAP、ROCKIN'ON JAPAN、流行通信等、ミュージシャン、ファッション、CFまであらゆるメディアをかけぬけた写真家。2004年、不慮の事故により急逝。37歳没。

### サポートメンバー
LIVE、RECORDING等では「Maniackers（マニアッカーズ）」と名付けられた、サブユニットがサポートしていた。
- 五十嵐慎一（いがらししんいち） - keyboards
- 宇田川博史（うだがわひろし） - bass
- 根上誠二（ねがみせいじ） - guitar
- RACCO（ラッコ） - drums

## 略歴
- 1995年に、DJ佐々木潤、写真家稲葉ゲン、スタイリスト神山広明というメンバーで結成。音楽、ファッション、映像、写真等、表現の全てをメンバーが手掛けるTRANCE HIP-HOPユニットである。三人共に1966年丙午生まれ、O型。
- 1996年、ERIC ZAYを作詞・メインボーカルとして迎えデニス・ホッパーが出演するトヨタ・セリカCMへの楽曲提供を機にBMGビクターより「Inner Space Cowboy EP」をリリース。続けてマンデイ満ちるをフィーチャーしたニール・ヤングのカバー「DON'T LET IT BRINGYOU DOWN EP」をリリース。東京、サンフランシスコで録音された1stアルバムをリリース。このアルバムには短編ロードムービーも収録された。正式タイトルは「O.S.T. "Mr.Freedom" a film by PEACEFORCE -ミスター・フリーダムがゆく-」。当時珍しかったCD EXTRA形態でのリリース。
- 1998年、2nd.アルバム「CHALLENGER」を日本コロムビアよりリリース。このアルバムでは、作詞、作曲、編曲、プロデュースの全てを佐々木潤が手掛けており、また初めてボーカルもとっている。タイトルは佐々木自身の愛車ダッジ・チャレンジャーより命名されている。
- その後、活動休止中だったが、2008年、佐々木潤のソロプロジェクトとして再始動する。

## ディスコグラフィー

### シングル
- 「Inner Space Cowboy EP」（1996年、BMGビクター）
- 「DON'T LET IT BRING YOU DOWN」（1996年、BMGビクター）

### アルバム
- 「Mr.Freedom」（1996年、BMGビクター）
- 「CHALLENGER」（1998年、日本コロムビア）